# Morata de Tajuña
Morata de Tajuña er en by og kommune i det centrale Spanien i Madrid-regionen. Den har et indbyggertal på 8.319 (2024) indbyggere.